# Дью, Уолтер
Старший инспектор Уолтер Дью (англ. Detective Chief Inspector Walter Dew; 17 апреля 1863 — 16 декабря 1947) — британский полицейский, получивший известность по делам серийного убийцы Джека Потрошителя и женоубийцы Харви Криппена.

## Биография

### Ранняя жизнь
Уолтер Дью родился в Фар-Коттоне, Хардингстоуне, Нортгемптоншир, один из семи детей Уолтера Дью старшего (ок. 1822—1884), железнодорожного охранника, и его жены Элизы (ок. 1832—1914). Семья Дью переехала в Лондон, когда Уолтеру-младшему было 10 лет. Дью не был ребёнком, тянущимся к знаниям, и бросил школу в возрасте 13 лет. Он нашел работу в адвокатской конторе на Ченсери-Лейн, но работа ему не понравилась, и он стал младшим клерком в конторе торговца семенами в Холборне. Позже он последовал по стопам своего отца и служил на железной дороге. В переписи населения 1881 года он указан как 17-летний железнодорожный носильщик, живущий в Хаммерсмите, Лондон. Однако в 1882 году он вступил в столичную полицию в возрасте 19 лет и получил ордер (№ 66711). В июне 1882 года он был назначен констеблем столичной полиции (патрулировал Паддингтон-Грин).
15 ноября 1886 года Дью женился на Кейт Моррис в Ноттинг-Хилле. У них было шестеро детей, один из которых умер в младенчестве.

### Поздняя жизнь
К 1910 году, всемирно известный по нашумевшему делу Харви Криппена, Дью уволился из полиции и начал работать в качестве «конфиденциального агента». В 1911 году он подал иск о клевете на девять газет за комментарии, которые они напечатали о нем во время дела Криппена. Большинство из них были урегулировали вне суда, и Дью выиграл дело против тех, кто не захотел пойти на компромисс, в результате чего ему были присуждены значительные суммы в качестве убытков и компенсаций.
После ухода на пенсию Дью стал неофициальным «криминальным экспертом» для британской прессы, который печатал свои комментарии и мнения по различным делам, находившимся тогда на публике, таким как таинственное исчезновение в 1926 году писательницы (в будущем — одного из самых известных мастеров детективного жанра) Агаты Кристи.
В 1938 году он опубликовал автобиографию «I Caught Crippen», которая содержала фактические ошибки, поскольку многие из описанных событий вспоминались иногда почти тридцать лет спустя; Дью сам признал это в книге. Однако, по сравнению со многими мемуарами, написанными современниками Дью об одних и тех же событиях, он «в целом точен».
Дью удалился на покой и проживал в прибрежном городке Уортинг, в доме Уи-хаус, Бомонт-Роуд, 10, до своей смерти в 1947 году в возрасте 84 лет. Он был похоронен на Даррингтонском кладбище в Уортинге, секция 15, Ряд 5, место захоронения 46.
Бунгало, в котором жил Дью, было переименовано в его честь в 2005 году.

## Полицейская карьера

### Основное
В 1898 году Дью был повышен до инспектора и переведен в Скотленд-Ярд. В 1900 году он перешел в отдел «Т» в Хаммерсмите, а в 1903 году был повышен до инспектора первого класса и перешел в отдел «Е» на Боу-стрит. В 1906 году стал старшим инспектором и вернулся в Скотленд-Ярд. К моменту своего ухода из полиции в 1910 году Дью получил 130 рекомендаций и наград от комиссара столичной полиции, судей и магистратов.
В 1898 году Дью участвовал в привлечении к ответственности международного похитителя драгоценностей Уильяма Джонсона, известного как «Гарри камердинер». Джонсон украл драгоценности стоимостью 30 000 фунтов у Мэри Каролины (урожденной Мичелл), вдовствующей герцогини Сазерленд, когда она ехала на поезде из Парижа в Лондон со своим мужем, сэром Альбертом Роллитом, ее братом, его женой, лакеем и горничной. Дью расследовал это дело вместе с инспекторами Уолтером Динни и Фрэнком Фрестом. Они выследили Джонсона, который к этому времени потратил крупную сумму из украденного, и нашли его в лондонском Южном Кенсингтоне. Несмотря на семилетний тюремный срок, Джонсон отказался раскрыть местонахождение оставшихся драгоценностей герцогини, и возвращены были только 4000 фунтов стерлингов.
Дью сыграл небольшую роль в деле Дрюса-Портленда: он руководил эксгумацией останков, которая фактически положила конец этому делу.
Когда мошенник с русскими корнями Фридлауски, используя имя Конрада Хармса, получил должность клерка в штате Нью-йоркского банка J. S. Bache & Co. в 1909 году, и перевел средства на общую сумму 1637 фунтов на свой банковский счет в Лондоне, а после бросился в бега, именно Уолтер Дью выследил его. Несмотря на утверждение, что он был почти идентичным кузеном Хармса Генри Клиффорда, притворство, которое поддерживал Фридлауски, даже когда столкнулся с женой, которую он ранее бросил, Фридлауски был приговорен к шести годам каторжных работ за мошенничество и двоеженство.

### Джек Потрошитель
В начале 1887 года Дью был переведен в полицейский участок в отделе «Н» (Уайтчепел), где он был детективом-констеблем в уголовном розыске во время убийств 1888 года.
В своих мемуарах, опубликованных пятьдесят лет спустя, в 1938 году, Дью сделал ряд заявлений о том, что лично участвовал в расследовании дела Джека Потрошителя. Дью утверждал, что знал Мэри Джейн Келли в лицо.
Я часто видел, как она шествовала по Коммершиал-стрит, между Флауэр-стрит, Дин-стрит и Олдгейт, или по Уайтчепел-Роуд, — писал он. — Обычно она находилась в обществе двух или трех представителей своей профессии, довольно опрятно одетая и всегда в чистом белом фартуке, но без шляпы.
Дью также утверждал, что был одним из первых полицейских на месте убийства Келли, хотя ни в одной из записей не упоминалось о тех людях, которые присутствовали там. Дью так же упомянул, что видел изуродованное тело Келли в её комнате в Миллерс-корт и что он считал это «самым ужасным воспоминанием всей моей полицейской карьеры». Он писал, что открытые глаза Келли были сфотографированы в попытке запечатлеть образ ее убийцы, но полицейские врачи, участвующие в деле, уже определили, что такие усилия будут тщетными. Дью заявил, что Эмма Смит был первой жертвой Потрошителя, мнение, которое часто оспаривалось рипперологами, и высказал мнение, что «кто-то, где-то, разделял вину и тайну Джека Потрошителя».

### Арест доктора Криппена
Доктор Хоули Харви Криппен был американцем, родившимся в Мичигане в 1862 году. Он получил квалификацию врача в 1885 году и работал в патентной медицинской компании. Приехав в Англию в 1900 году, он жил в доме 39 по улице Хиллдроп-Кресент, Холлоуэй, со своей второй женой Корой Тернер, более известной под сценическим именем «Белла Элмор». После вечеринки в доме Криппенов 31 января 1910 года Кора исчезла. Хоули Криппен утверждал, что она вернулась в США, а позже добавил, что она умерла и была кремирована в Калифорнии. Между тем, его машинистка (с 1900 года и любовница к 1905) Этель Ле Нев (1883—1967) в дом Криппена и начала открыто носить одежду и украшения Коры. Полиция была проинформирована об исчезновении Коры ее подругой, женщиной-силачом Мириам Кейт Уильямс (1874—1946), более известной как «Вулкана». Дом обыскали, но ничего не нашли, и инспектор Дью допросил доктора Криппена. После беседы и быстрого обыска дома Дью остался удовлетворенным. Однако Криппен и Ле Нев, не знавшие того, что они вне подозрений, в панике бежали в Брюссель, где провели ночь в гостинице. На следующий день они отправились в Антверпен и сели на канадский Тихоокеанский лайнер «Монтроз», направлявшийся в Канаду.
Их исчезновение побудило полицию Скотленд-Ярда провести еще три обыска в доме. Во время четвертого (и последнего) обыска они обнаружили останки человеческого тела, погребенные под кирпичным полом подвала. Сэр Бернард Спилсбери нашел следы препарата «скополамина». Труп был опознан по куску кожи из брюшной полости; голова, конечности и скелет так и не были найдены. Криппен, переодетый в калеку, и Ле Нев, переодетая мальчиком, бежали через Атлантику на «Монтрозе». Капитан Генри Джордж Кендалл узнал беглецов и доложил об этом властям через телеграмму, посланную телеграфистом Лоуренсом Эрнестом Хьюзом:
«есть серьезные подозрения, что убийца и сообщник Криппена в лондонском подвале находятся среди пассажиров салуна. Усы сняты растущая борода. Соучастник одетый как мальчик. Манеры и телосложение несомненно девушки».
Если бы Криппен путешествовал 3-м классом, он, вероятно, избежал бы внимания Кендалла. Дью сел на более быстрый лайнер, «Лаурентик», прибывший в Квебек раньше «Монтроза», и Дью связался с канадскими властями.
Когда лайнер «Монтроз» вошёл в реку Святого Лаврентия, Дью, переодетый лоцманом, поднялся на борт. Кендалл пригласил Криппена познакомиться с лоцманами, когда они поднимались на борт.
— Доброе утро, доктор Криппен.
— Вы меня знаете?
— Я — старший инспектор Дью из Скотленд-Ярда.
После паузы Криппен ответил:
— Ожидание было слишком велико. Я больше не мог этого выносить.
Затем он протянул руки за наручниками. Криппен и Ле Нев были арестованы на борту «Монтроза» 31 июля 1910 года.
В своих мемуарах 1938 года Дью вспоминал:
Я высадился 29 июля на лайнере «Лаурентик», прибывшем за два дня до «Монтрозе», который уже был далеко в Атлантике, когда мы впервые заподозрили, что Криппен на борту, но который был гораздо более медленным судном, чем почтовый пароход «Лаурентик». Старик Криппен воспринял это довольно спокойно. Он всегда был немного философом, хотя не мог не удивиться, увидев меня на борту лодки. По-своему он был довольно приятным парнем. Большую часть времени в Канаде я скрывался от репортеров и операторов, которые знали о моем прибытии, несмотря на все наши усилия сохранить это в тайне, и которые часто становились грубыми, когда я не давал им заявления. Случилось так, что Криппен и его компаньонка, Мисс Этель Ле Нев, не проявили никакого желания отложить наш отъезд и отказались от своих прав на экстрадицию, что позволило нам совершить обратный путь, пробыв всего три недели в Канаде.
Дью вернулся в Англию с Криппеном на борту «Мегантика», подготовив почву для сенсационного суда в Олд-Бейли. Газеты в то время говорили, что он «осуществил самый сенсационный криминальный захват века».

## В массовой культуре
Главный герой романа «The False Inspector Dew» Питера Лавси изображает из себя инспектора Уолтера Дью, которого просят расследовать убийство, которое он и совершил.
Дью также появляется в нескольких юмористических романах М. Дж. Троу, которые изображают его как преданного, но несколько неуклюжего.
Уолтер Дью появляется в качестве главного героя в «Blackout Baby», триллере французского писателя Мишеля Моатти.